# Confederación General del Trabajo de la República Argentina
La Confederación General del Trabajo de la República Argentina (CGT) es la central sindical histórica de Argentina y la más grande e influyente del país. Fue fundada en 1930 como consecuencia de un acuerdo entre sindicalistas revolucionarios, independientes, socialistas y comunistas para generar una central sindical unitaria y plural. En general tuvo mayoría socialista hasta 1945 y peronista desde entonces. Actualmente es la central mayoritaria y es autónoma de los partidos políticos. Internacionalmente está afiliada a la Confederación Sindical Internacional (mundial), a la Confederación Sindical de las Américas y a la Coordinadora de Centrales Sindicales del Cono Sur (Mercosur). A partir de 2021, su conducción está formada por un secretariado integrado por tres secretarios generales y 33 secretarías, cada una de ellas a cargo de un hombre y una mujer.

## Historia

### Antecedentes
La CGT tiene como antecedente la FORA fundada en 1901. La FORA se dividió en dos (FORA V y FORA IX), por efecto de la confrontación, principalmente, entre tres corrientes sindicales: anarcosindicalista, socialista y sindicalista revolucionaria. La conquista del sufragio universal masculino en 1912, el reconocimiento de la libertad sindical y los derechos de huelga y negociación colectiva durante el primer gobierno democrático (1916-1922), así como las grandes masacres obreras de 1919-1922, generó una crisis en los modelos de sindicalismo insurreccional surgidos antes de la conquista de la democracia y asimismo bloquearon toda posibilidad de que las principales corrientes sindicales ingresaran a la Unión Cívica Radical. La crisis del sindicalismo insurreccional llevó a la disolución de la FORA IX y al surgimiento de un nuevo modelo sindical, que priorizara la unidad sindical en grandes sindicatos nacionales por rama de industria centralizados, basado en el derecho de huelga, la negociación colectiva y el diálogo social, liderado por el modelo de la Unión Ferroviaria fundada en 1922. La unidad sindical de las diversas corrientes y el modelo de uniones y confederaciones sectoriales nacionales, impulsó la creación de la CGT.

### Fundación: 1930-1943
La Confederación General del Trabajo de la República Argentina fue fundada el 27 de septiembre de 1930 como resultado de un acuerdo inicial entre socialistas y sindicalistas revolucionarios, al que luego se sumarían los comunistas, y que se originó a partir de la fusión de dos centrales preexistentes: la Unión Sindical Argentina (USA) –que adhería a los principios del "sindicalismo revolucionario" francés– y la Confederación Obrera Argentina (COA), liderada por la Unión Ferroviaria que buscaba expandir el modelo de sindicato nacional unitario y centralizado por rama de industria.
En la década de 1930, Argentina comenzó a desarrollar una considerable estructura industrial. En ese contexto la CGT buscó convertir a la clase obrera organizada en un actor social de primer nivel. Por entonces la CGT estaba principalmente sostenida en la Unión Ferroviaria. Entre los principales dirigentes del período se encontraban José Domenech (Unión Ferroviaria), Ángel Borlenghi (Confederación General de Empleados de Comercio) y Francisco Pérez Leirós (Unión de Obreros Municipales).

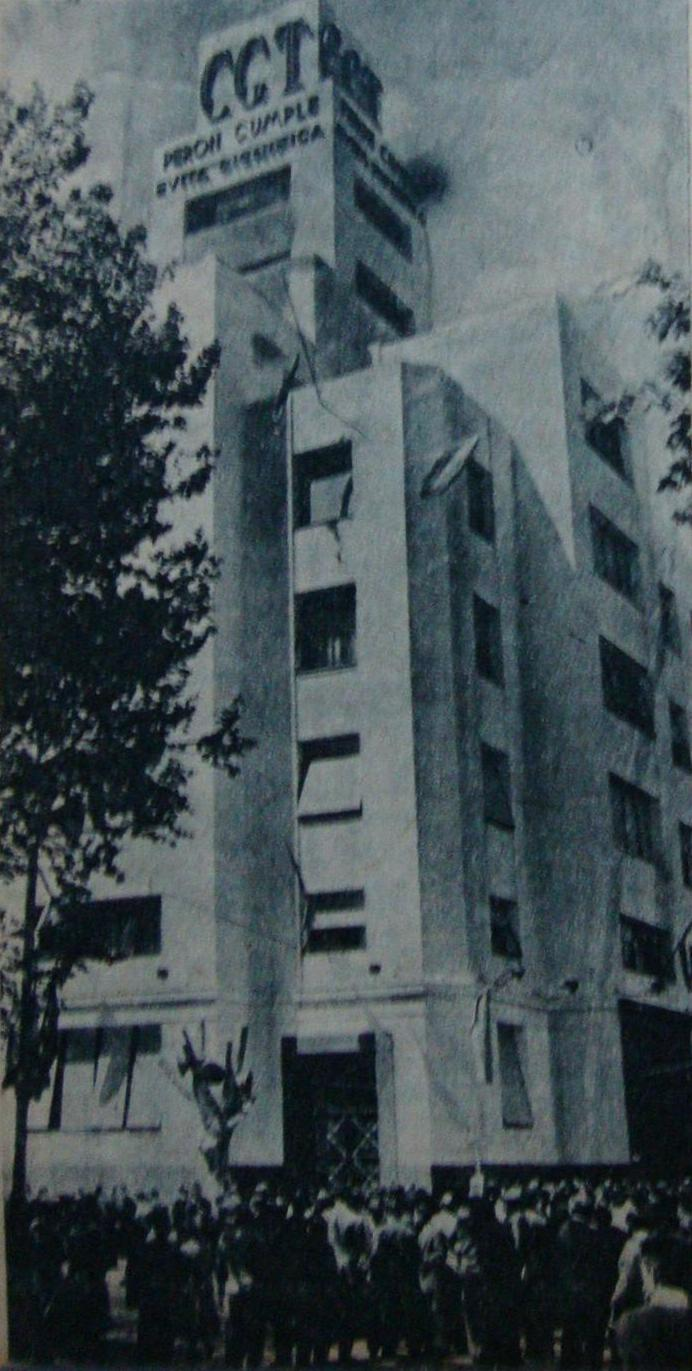
La sede de la CGT en 1953.

En 1935 los dos sectores principales socialista y sindicalista revolucionario se enfrentaron duramente causando la división de la central en dos: CGT-Independencia (socialistas y comunistas) y CGT-Catamarca (sindicalistas revolucionarios). Esta última, en 1937 refundó la Unión Sindical Argentina.
En 1943 la CGT volvió a dividirse en dos: 
- la CGT N.º 1, dirigida por el socialista José Domenech, agrupaba la mayoría de los sindicatos socialistas, incluidos los estratégicos sindicatos ferroviarios.
- la CGT N.º 2, dirigida por el también socialista Francisco Pérez Leirós, agrupaba a los sindicatos comunistas (construcción, carne, gráficos), y a algunos importantes sindicatos socialistas como la Confederación General de Empleados de Comercio (Borlenghi) y la Unión de Obreros Municipales (Pérez Leirós).

### El peronismo
Tras el golpe de Estado de 1943, la gran mayoría de los dirigentes socialistas agrupados en la CGT N.º 1 y N.º 2, los sindicalistas revolucionarios agrupados en la USA, y algunos comunistas (como los síndicatos de los gráficos y los petroleros) apoyaron las políticas pro-obreras del Ministro de Trabajo Juan Domingo Perón. Cuando un golpe de Estado iniciado el 9 de octubre derrocó a Perón y lo encarceló, la CGT decretó un paro general para el día 18 de octubre, que ante la impaciencia popular devino en el 17 de octubre de 1945, una importante manifestación popular en la Plaza de Mayo, que logró su liberación y el llamado a elecciones democráticas.
En esas condiciones la CGT volvió a establecerse como central sindical unitaria, debido a la incorporación de muchos sindicatos que se encontraban en la CGT N.º 2 (disuelta por el gobierno militar) y de la USA.
De cara a las elecciones, los sindicatos organizaron el Partido Laborista, que resultó decisivo para el triunfo del peronismo, obteniendo el 52.84% de los votos que obtuvo la alianza que sostenía la candidatura de Perón.
Luego de las elecciones de 1946, Perón unificó los tres partidos que lo apoyaban (Partido Laborista, Unión Cívica Radical Junta Renovadora y Partido Independiente) en el Partido Peronista.
La CGT se convirtió entonces en la «columna vertebral» del movimiento peronista, y uno de sus dirigentes, el socialista Ángel Borlenghi, fue nombrado en el estratégico Ministerio del Interior, el segundo cargo en importancia después de la vicepresidencia, mientras que otro de ellos, Juan Atilio Bramuglia (abogado de la Unión Ferroviaria) fue designado Ministro de Relaciones Exteriores.

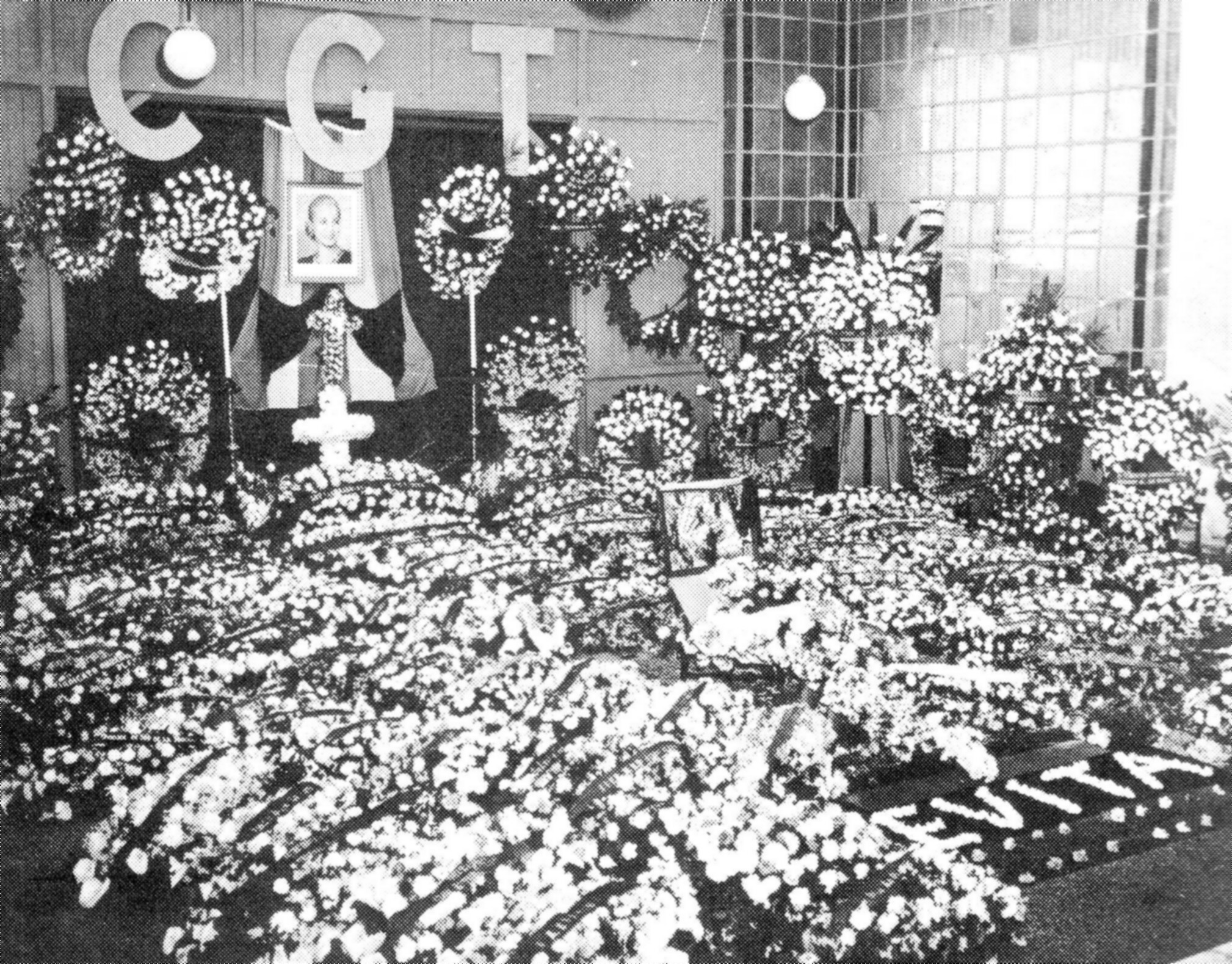
La CGT durante los funerales de Evita.

En 1950 se modificó el preámbulo de la CGT con este texto: “…que la Doctrina Peronista magistralmente expuesta por su creador el general Juan Perón, define y sintetiza las aspiraciones fundamentales de los trabajadores argentinos, y les señala la verdadera doctrina con raíz y sentido nacional, cuya amplia y leal aplicación ha de forjar una Patria justa, libre y soberana”.
El Congreso Extraordinario de 1950 de la CGT procuró el aumento del control de los sindicatos por parte de la entidad y aprobó una resolución encomendando a las organizaciones afiliadas y a los trabajadores en general, la eliminación de los elementos comunistas, francos o encubiertos, eliminándolos de los puestos de conducción e impidiendo que puedan ejercer su perniciosa influencia en el medio obrero.

### Dictaduras y gobiernos ilegítimos
En 1955 un sangriento golpe militar, la Revolución Libertadora, derroca a Perón, prohíbe la actividad del sindicalismo peronista, ampliamente mayoritario, e interviene los sindicatos y la CGT, nombrando a su frente una dirigencia adicta. La militancia sindical peronista, así como la comunista, inicia entonces una larga etapa de resistencia, para reorganizarse en la clandestinidad, recuperar los sindicatos, forzar la anulación de la proscripción del peronismo y lograr el regreso de Perón al país.
En 1957 el gobierno militar habilitó elecciones en los sindicatos y pretendió "normalizar" la CGT con dirigentes adictos antiperonistas, pero una alianza entre peronistas y comunistas obtuvo la mayoría, frustró el plan de la dictadura y dio origen a las 62 Organizaciones, que a poco se conformaría como la rama sindical del Movimiento Peronista. Ese mismo año un plenario de delegaciones regionales no intervenidas de la CGT, reunido en la ciudad cordobesa de La Falda, aprobó el Programa de La Falda.
Entre 1958 y 1966 gobernaron gobiernos elegidos de legitimidad cuestionada (Frondizi, Guido e Illia), debido a la proscripción del peronismo primero y del radicalismo desarrollista (frondizismo), después. Luego de un inicial acuerdo electoral entre el peronismo y el frondizismo, el sindicalismo peronista fue reprimido con mecanismos violatorios de derechos humanos, como el Plan Conintes. En 1962 desapareció el militante sindical Felipe Vallese, asesinado por la policía: el salón principal de la sede central de la CGT fue nombrado con su nombre. En 1963 finalmente la CGT fue normalizada, siendo elegido secretario general José Alonso para el período 1963-1965 (en 1974 el mandato fue extendido a cuatro años). Por entonces gracias al desarrollo de la industria siderúrgica en las dos décadas anteriores, la Unión Obrera Metalúrgica, bajo el liderazgo de Augusto Timoteo Vandor se conformó como el sindicato más influyente.  
En 1964 fracasó un intento de retorno de Perón a la Argentina. Vandor consideró entonces que su regreso sería muy improbable y buscó liderar el peronismo omitiendo el liderazgo de Perón ("peronismo sin Perón"). Perón a su vez consideró a Vandor como "traidor" y el sindicalismo peronista (62 Organizaciones) se dividió en dos:
- "De Pie Junto a Perón", encabezados por José Alonso (textiles) -secretario general de la CGT mandato 1963-1965), reconocían el liderazgo de Perón y se oponían al plan vandorista de un peronismo sin Perón. Entre los sindicatos que confirmaron el liderazgo activo de Perón estaban textiles (AOT), sanidad, ferroviarios (UF), mecánicos (SMATA), azúcar (FOTIA), caucho, obreros navales. Entre los principales dirigentes estaban Amado Olmos y Lorenzo Pepe.[6]
- "Leales a Perón", encabezados por Fernando Donaires (papeleros) -desplazó a Alonso al frente de la CGT para el mandato 1965-1967-, reconocían el liderazgo de Vandor y adherían a un peronismo autónomo de Perón. Entre los sindicatos que confirmaron el liderazgo activo de Vandor estaban los metalúrgicos (UOM), papeleros, construcción (UOCRA), petroleros, cuero, fideeros, Frigorífico Nacional. Entre sus dirigentes se contaban Vandor, Rogelio Coria, Adolfo Cavalli, Miguel Gazzera.[6]

En 1966 un sector de la CGT, liderados por Vandor, vio con agrado el golpe de Estado que dio origen a la Revolución Argentina, encabezado por el dictador Juan Carlos Onganía. Una parte, que evaluaba que Onganía podía legalizar al peronismo, se desilusionó rápidamente. Otra parte, encabezada por Rogelio Coria (construcción) fue partidaria de "participar" en la estructura de poder de la dictadura y se constituyeron como agrupación sindical independiente bajo el nombre de "Nueva Corriente de Opinión", más conocidos como participacionistas.
En esos años el sindicalismo se divide fuertemente. El sindicalismo peronista (mayoritario) se divide en:
- 62 Organizaciones De Pie Junto a Perón (ortodoxas);
- Vandoristas;
- Participacionistas (Nueva Corriente de Opinión);
- Grupo de los Ocho (expulsados de las 62 por su cercanía a la dictadura);[7]
- No Alineados (ni ortodoxos ni vandoristas);
- Independientes (no formaban un grupo coordinador);
- Combativos.

Fuera del sindicalismo peronista había sindicatos y sindicalistas comunistas, socialistas y trotskistas (muchas veces definidos también como clasistas. Entre ellos se destacaba Agustín Tosco, marxista, cercano al Partido Comunista, que era secretario general de la seccional de la ciudad de Córdoba del sindicato nacional de Luz y Fuerza. También había algunos dirigentes radicales.
En 1968 la CGT se dividió:
- CGT Azopardo, dirigida por Vicente Roqué (molineros), del Grupo de los Ocho.
- CGT de los Argentinos dirigida por Raimundo Ongaro y Tosco como ajunto, con una posición definidamente antiimperialista y contraria al régimen militar. Se disolvió poco a poco a partir de 1970.

En 1970 la CGT volvió a unirse eligiendo secretario general al metalúrgico José Ignacio Rucci, quien politizó la CGT comprometiéndola activamente con la lucha por el regreso de Perón, aunque con resistencias de gran parte de la Comisión Directiva. Rucci reunificó el sindicalismo peronista en las 62 Organizaciones y fue reelegido en la CGT en el Congreso de 1972. Fue uno de los puntales de Perón en su regreso al país, su política de Pacto Social y su elección como presidente en septiembre de 1973. Dos días después de que Perón fuera elegido presidente, Rucci fue asesinado.

### Regreso de Perón y tercer gobierno
La abolición de la política en 1966 y la escalada de la Guerra Fría, promovió el estallido de decenas de puebladas insurreccionales (cordobazos, rosariazos, tucumanazos, etc.) a la vez que aparecieron varias organizaciones guerrilleras (entre ellas Montoneros de origen cristiano-peronista), uno de cuyos blancos sería "la burocracia sindical" de la CGT, asesinando a varios dirigentes sindicales, entre ellos Augusto Vandor en 1969, José Alonso en 1970, Dirck Kloosterman en 1973, José Ignacio Rucci en 1973, Marcelino Mansilla en 1973 y Rogelio Coria en 1974.
En 1975 la CGT se afilió a la socialdemócrata Confederación Internacional de Organizaciones Sindicales Libres (CIOSL), que en 2006 se fusionaría con la CMT para crear la Confederación Sindical Internacional.
El 24 de marzo de 1976 se produjo el golpe militar que dio origen a la dictadura militar autodenominada Proceso de Reorganización Nacional. 8631 opositores resultaron desaparecidos y muchos más encarcelados y torturados en cientos de centros clandestinos de detención.
A partir del golpe militar de 1976 y el terrorismo de Estado muchos de los dirigentes de la CGT y sus militantes de base fueron  desaparecidos. Los grandes sindicatos son intervenidos y sus dirigentes encarcelados o  desaparecidos. 
La CGT fue intervenida el 24 de marzo de 1976, mediante los comunicados de la Junta Militar N.º. 25, y N.º. 58 del día siguiente. Asimismo, por "Decreto de la Junta Militar de Comandantes" N.º 9/1976 del 24 de marzo, se suspendió la actividad gremial de las entidades de trabajadores, empresarios y profesionales, complementado por "Ley N.º 21.356" (bando militar del dictador Videla), de 22 de julio de 1976, que declaró suspendida la realización de todo acto de carácter eleccionario y la celebración de asambleas o congresos ordinarios o extraordinarios, en asociaciones de empleadores y asociaciones profesionales de trabajadores.
Pese a ello el sindicalismo se reorganizó en dos sectores: a) un sector "confrontacionista" con la dictadura, llamado primero "los 25" y luego CUTA y CGT-Brasil; y b) un sector "dialoguista" con la dictadura llamado primero CNT y luego CGT-Azopardo.
El 27 de abril de 1979 "Los 25" declaran la primera de una serie de huelgas generales contra la dictadura. 
A fines de 1979, la dictadura dispuso la disolución de la CGT por efecto de la Ley 22.105 (bando del dictador Videla) que no permitió crear centrales sindicales.«La Junta Militar argentina disuelve la CGT». El País. 17 de noviembre de 1979.</ref>
En noviembre de 1980 "Los 25" reconstituyen la CGT pese a su disolución dispuesta por la dictadura y la prohibición de constituir centrales sindicales, siendo conocida como CGT-Brasil. El 22 de julio de 1981 se realizó la segunda huelga general contra el gobierno militar declarada ahora por la CGT-Brasil. El 7 de noviembre la CGT-Brasil convoca a la primera manifestación abierta contra la dictadura aprovechando la tradición anual de marchar hacia la iglesia de San Cayetano (Santo del Trabajo). El 30 de marzo de 1982 decenas de miles de personas respondieron a la convocatoria de la CGT-Brasil para exigir democracia en la Plaza de Mayo y varias otras ciudades del país. La movilización generó una severa represión, con miles de detenidos y un grave deterioro del régimen militar. Acorralado, dos días después el régimen militar daba la orden de tomar las Islas Malvinas.
La derrota en la guerra de las Malvinas produce el colapso del régimen militar y la convocatoria a elecciones democráticas, en las que triunfa Raúl Alfonsín, derrotando al peronismo mediante una campaña en la que lo acusa de promover un pacto militar-sindical. Al comenzar su gobierno Alfonsín decide enfrentar frontalmente a la CGT. Una de sus primeras medidas es enviar al Parlamento una nueva ley sindical que no había sido consultada ni consensuada con los sindicatos. La CGT responde con una sucesión de huelgas generales (13 en total) que terminaron por debilitar al gobierno. Al no contar con mayoría en el Senado, Alfonsín debilitado, resuelve modificar su estrategia inicial y negociar con la CGT, resultando una ley sindical de consenso que fue aprobada por unanimidad en ambas cámaras del Parlamento.
El gobierno de Alfonsín termina anticipadamente en 1989 en medio de una incontrolable hiperinflación. La CGT participa en la campaña electoral del candidato peronista triunfante Carlos Saúl Menem llevando un programa de tipo popular-nacionalista de veintiséis puntos que proponía entre otras cosas, la moratoria de la deuda externa.
Al llegar al poder (1989) Ménem produce un sorpresivo viraje político adhiriendo plenamente a las políticas  que promovía el "Consenso de Washington". Esto produce un enorme debate en el interior de la CGT, afectada en su tradicional papel de "columna vertebral" del peronismo. La CGT entonces se divide en cuatro grandes grupos:
a) Los que proponen apoyar a Menem y sus políticas liberales (menemistas, como Barrionuevo); 
b) Los que proponen negociar sin enfrentarlo abiertamente (los gordos: Comercio, bancarios, etc.);
c) Los que proponen enfrentarlo sin romper la CGT (el MTA-Moyano);
d) Los que proponen enfrentarlo formando una nueva central sindical. Estos últimos de tendencia peronista-cristianos, se separan de la CGT y forman la CTA.
La CGT, aunque claramente mayoritaria, ha debido resignar en los últimos tiempos el monopolio de espacio sociolaboral, para comenzar a compartirlo, al menos parcialmente, con la nueva central sindical (la CTA) y las organizaciones de desempleados de izquierda y social-cristianos (piqueteros) que han protagonizado fuertes enfrentamientos callejeros y sociales en los últimos años.

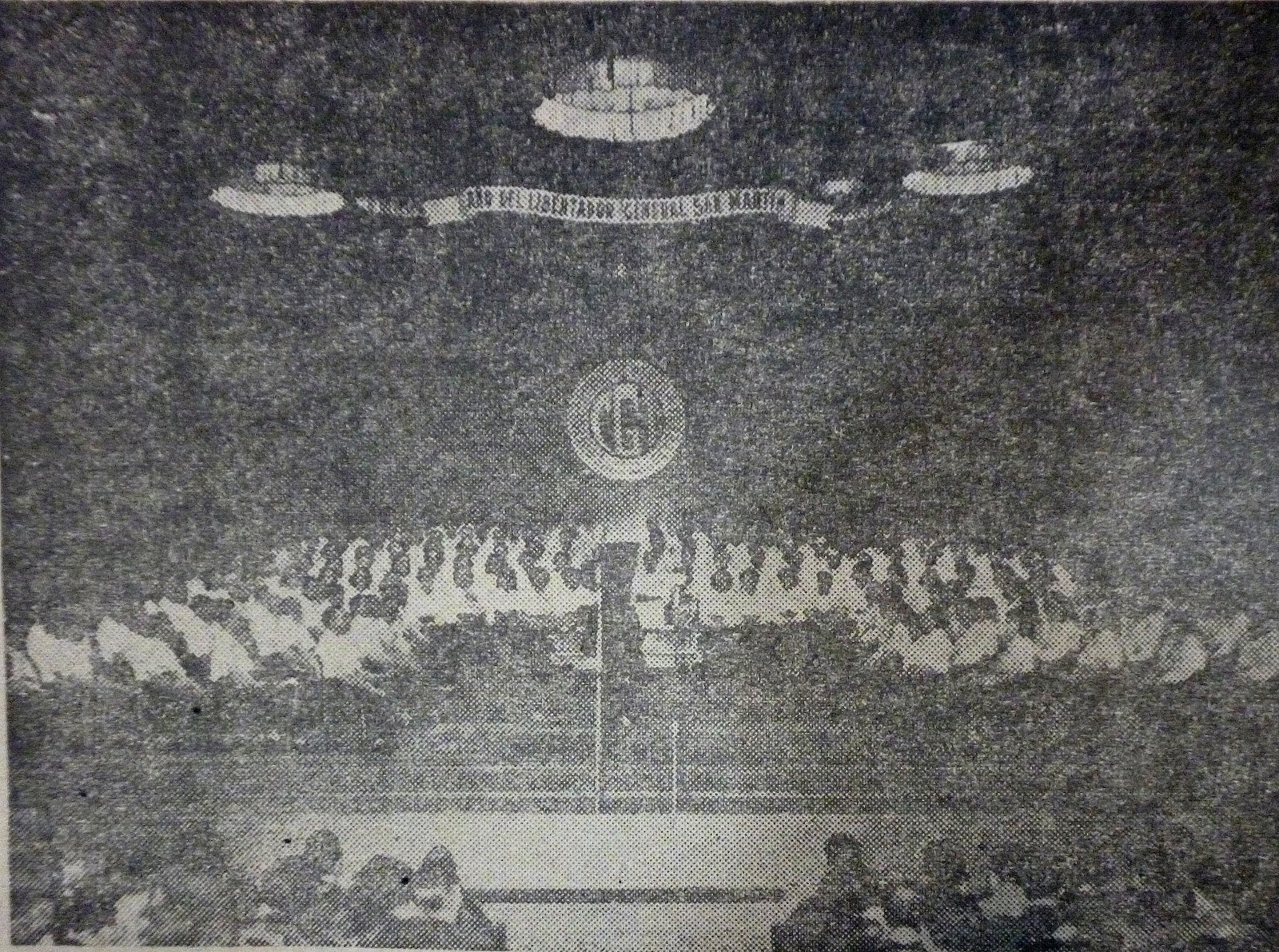
Debut del Coro Obrero de la CGT el 27 de octubre de 1950 en el Teatro Colón

### El movimiento obrero peronista y la cultura
Con el crecimiento y consolidación de la Confederación General del Trabajo durante el primer peronismo (1946-1955), la expansión de sus estructuras burocráticas convirtieron a los sindicatos en verdaderas organizaciones multifuncionales que ya no sólo tenía a su cargo la negociación de salarios y condiciones laborales, sino que también empezaron a desarrollar gestión en ámbitos como la educación y el esparcimiento. Por un lado, se puede evidenciar este desarrollo en la creación de algunas instituciones dentro de la propia esfera organizacional de la Confederación: el Teatro Obrero de la CGT a partir de 1948, el Coro Obrero de la CGT a partir de 1950, y la Escuela de Danzas e Instrumentos Folklóricos a partir de 1954. Por otro lado, la influencia del movimiento obrero sobre las instituciones gubernamentales del Estado también tuvo su correlato en la gestión de políticas culturales oficiales. Uno de los casos más conocidos fueron las funciones semanales de conciertos, ópera y ballet dentro del Teatro Colón a partir de 1949, que se daban de forma exclusiva a los obreros.

## Sede

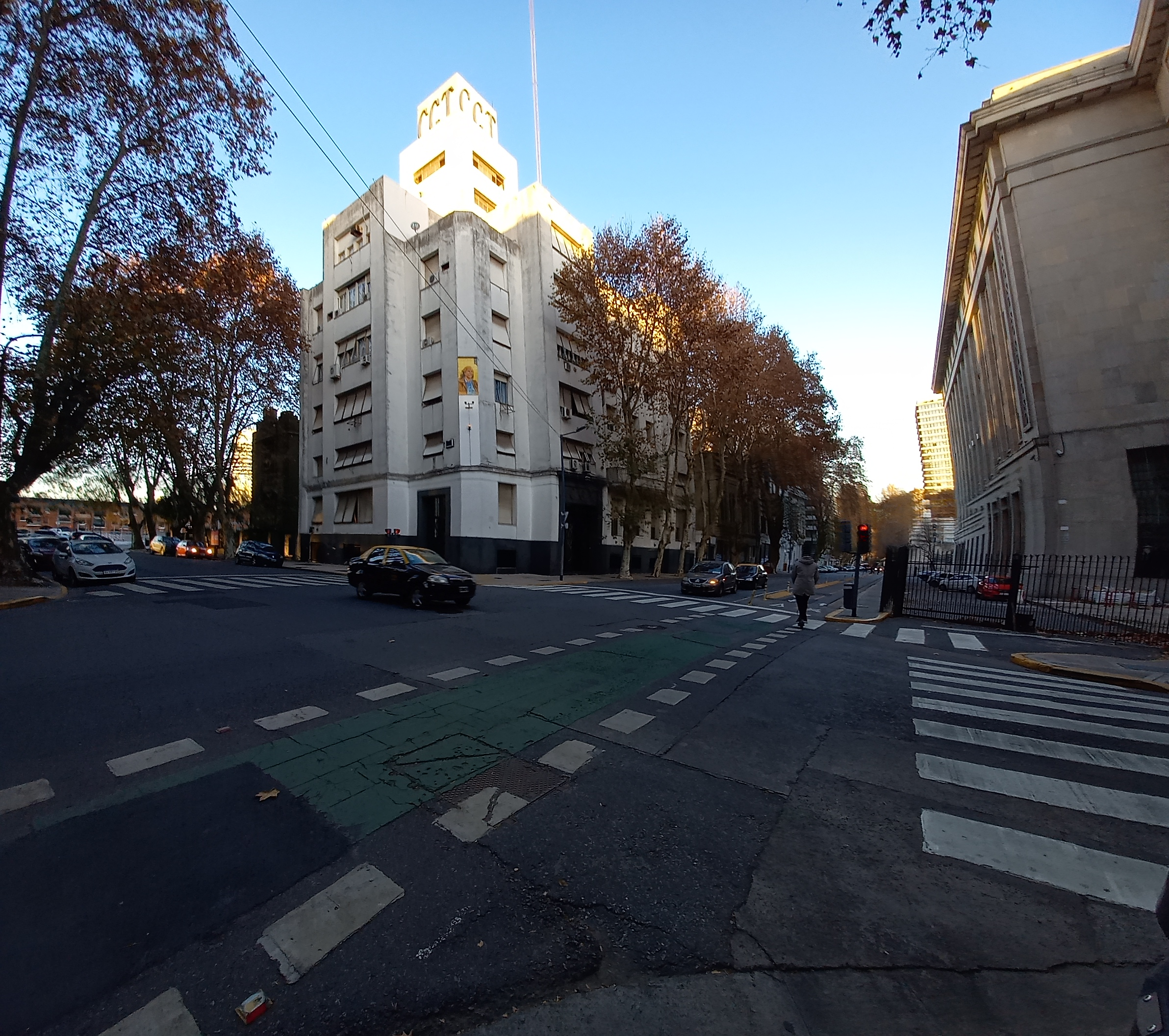
Fachada del edificio en la calle Azopardo en la actualidad.

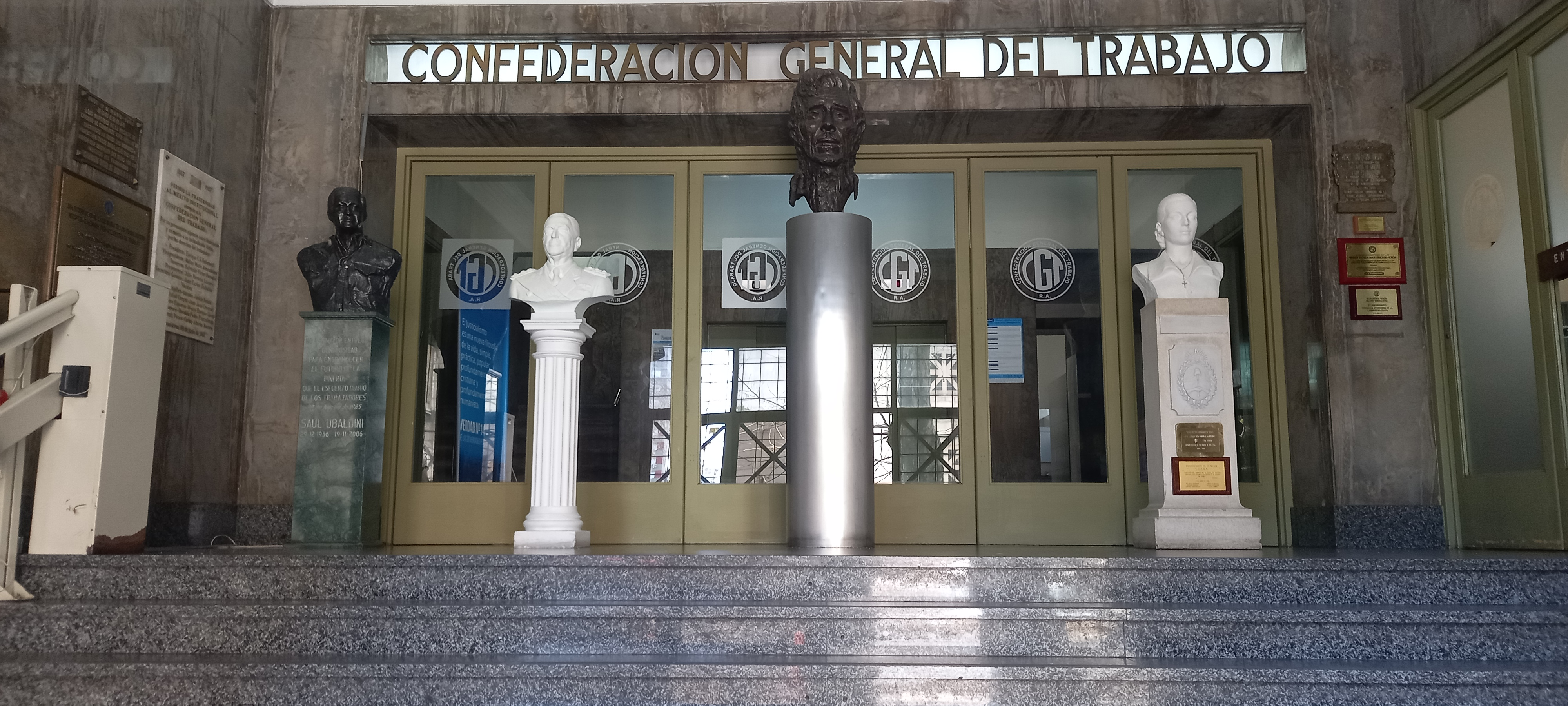
Entrada.

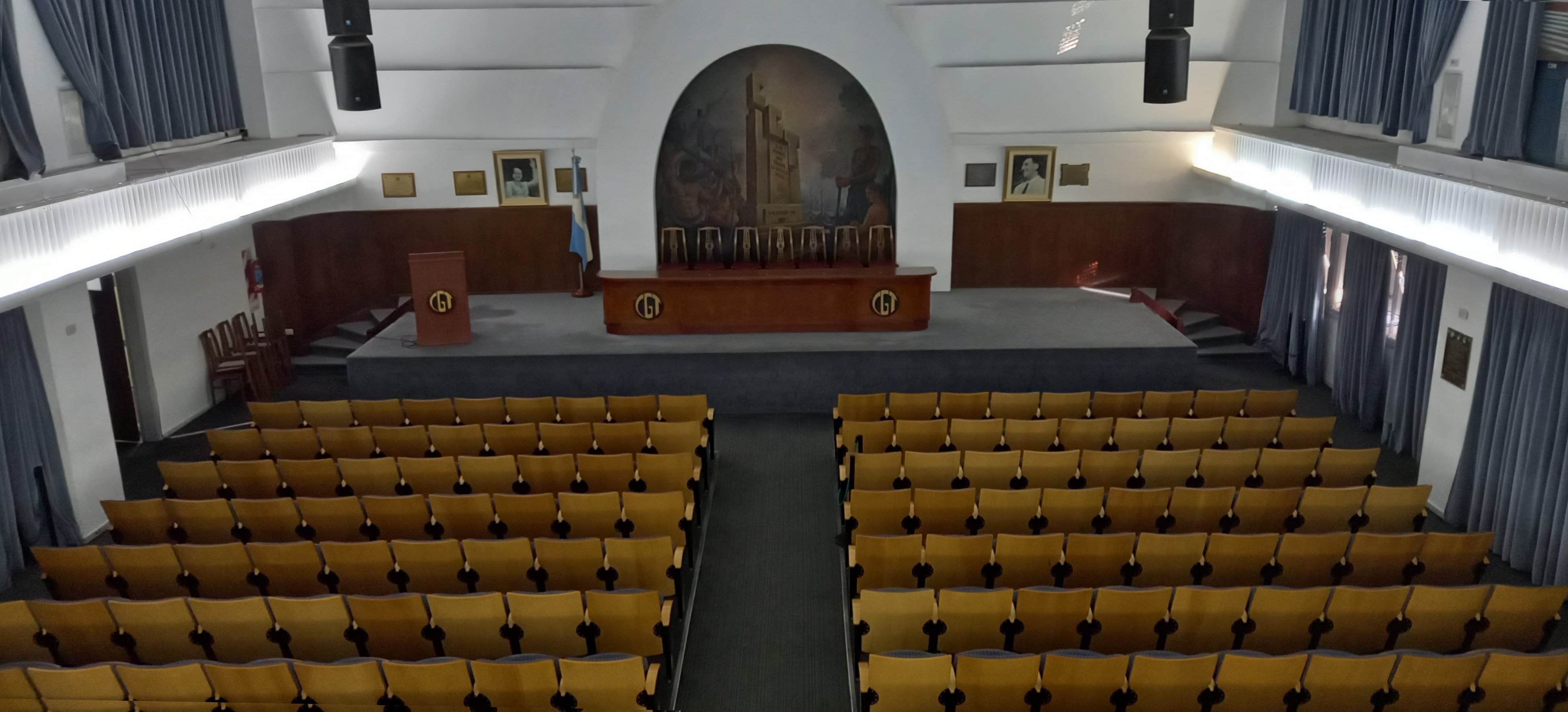
Salón Felipe Vallese.

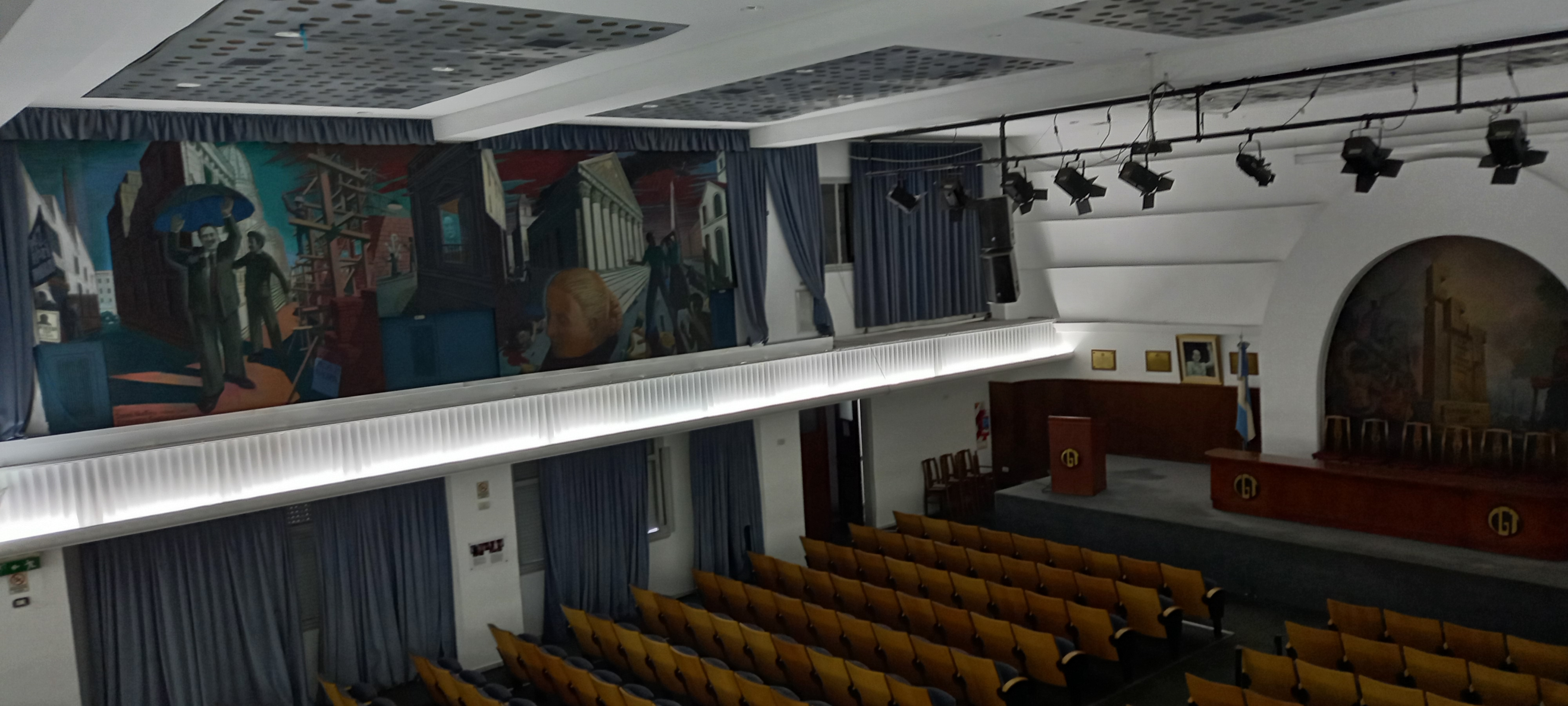
Salón Felipe Vallese.

El 18 de octubre de 1950, un día después del aniversario del Día de la Lealtad, el presidente Juan Domingo Perón inauguró el edificio destinado a sede de la CGT. Fue donado por la Fundación Eva Perón, se encuentra en la calle Azopardo n.º 820 y pertenece al estilo racionalista. El acto de inauguración contó con la presencia del entonces secretario general de la CGT, José Espejo.
El edificio de la CGT tiene un subsuelo, planta baja y 6 pisos, además de una torre sobre la cual se erige un cartel con las siglas de la central obrera con la bandera argentina detrás, y que se puede ver a la distancia, siendo totalmente reconocible por quienes lo distingan.
El salón principal "Felipe Vallese" se encuentra en el 1.º piso y tiene capacidad para 300 personas, en el 3.º piso está la Biblioteca para Obreros Eva Perón, en el 4.º está el salón de reuniones del Consejo Directivo, y en el 5.º está el salón "José Ignacio Rucci".
La sede de la CGT fue declarada Monumento Histórico Nacional mediante el decreto 1233 del año 2007.

## Conducción
| Período       | Secretario                        | Sindicato                                        | Observaciones |
| ------------- | --------------------------------- | ------------------------------------------------ | --- |
| 1930-1936     | Luis Cerutti                      | Unión Ferroviaria                                | |
| 1936-1942     | José Domenech                     | Unión Ferroviaria                                | |
| 1942-1943     | José Domenech                     | Unión Ferroviaria                                | CGT N.º 1 |
| 1942-1943     | Francisco Pérez Leirós            | Unión de Obreros Municipales                     | CGT N.º 2 |
| 1943-1944     | Ramón Seijas                      | UTA                                              | |
| 1944-1945     | Alcides Montiel                   | Federación de Obreros Cerveceros y Afines        | Asume por renuncia de Ramón Seijas hasta la elección de un nuevo secretario general.                                                                              |
| 1945-1946     | Silverio Pontieri                 | Unión Ferroviaria                                | |
| 1946-1947     | Luis Gay                          | FOET                                             | |
| 1947          | Ananio Hernandez                  | Sanidad                                          | |
| 1947-1952     | José Espejo                       | Sindicato de Alimentación                        | |
| 1952-1955     | Eduardo Vuletich                  | Federación Argentina de Trabajadores de Farmacia | |
| 1955-1955     | Andrés Framini                    | Asociación Obrera Textil                         | Inicialmente fue un triunvirato. Pocos días después Viel fue separado del cargo, debido a la oposición del gobierno militar, por tratarse de un empleado público. |
| 1955-1955     | Luis Natalini                     | Luz y Fuerza                                     | Inicialmente fue un triunvirato. Pocos días después Viel fue separado del cargo, debido a la oposición del gobierno militar, por tratarse de un empleado público. |
| 1955-1955     | Dante Viel                        | Unión del Personal Civil de la Nación            | Inicialmente fue un triunvirato. Pocos días después Viel fue separado del cargo, debido a la oposición del gobierno militar, por tratarse de un empleado público. |
| 1955-1958     | Capitán Alberto Patrón Laplacette |                                                  | Intervención militar. |
| 1958-1961     | Osvaldo Tercuare                  |                                                  | Intervención civil. |
| 1961-1963     | Andrés Framini                    | Asociación Obrera Textil                         | Dirección provisional. |
| 1961-1963     | Augusto Vandor                    | UOM                                              | Dirección provisional. |
| 1961-1963     | José Alonso                       | Sindicato de la Industria del Vestido            | Dirección provisional. |
| 1961-1963     | Juan Rachini                      | Bebidas                                          | Dirección provisional. |
| 1961-1963     | Arturo Stafolani                  | La Fraternidad                                   | Dirección provisional. |
| 1961-1963     | Héctor Riego Ribas                | Federación Gráfica Bonaerense                    | Dirección provisional. |
| 1961-1963     | Manuel Carullas                   | Tranviarios                                      | Dirección provisional. |
| 1961-1963     | Francisco Pérez Leirós            | Unión de Obreros Municipales                     | Dirección provisional. |
| 1963-1965     | José Alonso                       | Sindicato de la Industria del Vestido            | |
| 1965-1966     | Fernando Donaires                 | Sindicato del Papel                              | |
| 1966-1968     | Francisco Prado                   | Luz y Fuerza                                     | |
| 1968-1972     | Vicente Roqué                     | Harineros                                        | CGT-Azopardo. |
| 1968-1972     | Raimundo Ongaro                   | Federación Gráfica Bonaerense                    | CGT de los Argentinos. |
| 1970-1973     | José Ignacio Rucci                | UOM                                              | |
| 1973-1974     | Adelino Romero                    | Asociación Obrera Textil                         | Fallece. |
| 1974          | Raúl Ravitti                      | Unión Ferroviaria                                | Interino por la muerte de Adelino Romero. |
| 1974-1975     | Segundo Bienvenido Palma          | UOCRA                                            | |
| 1975-1976     | Casildo Herrera                   | Asociación Obrera Textil                         | |
| 1976-1980     |                                   |                                                  | Disuelta por bando de la dictadura militar. |
| 1980-1989     | Saúl Ubaldini                     | Federación de Obreros Cerveceros y Afines        | |
| 1989-1992     | Saúl Ubaldini                     | Federación de Obreros Cerveceros y Afines        | CGT-Azopardo. |
| 1989-1992     | Guerino Andreoni                  | FAECYS                                           | CGT-San Martín. |
| 1992-1993     | Oscar Lescano                     | Luz y Fuerza                                     | Comisión Directiva. |
| 1992-1993     | José Rodríguez                    | SMATA                                            | Comisión Directiva. |
| 1992-1993     | José Ángel Pedraza                | Unión Ferroviaria                                | Comisión Directiva. |
| 1992-1993     | Aníbal Martínez                   | UOM                                              | Comisión Directiva. |
| 1992-1993     | Ramón Baldassini                  | Correo                                           | Comisión Directiva. |
| 1993-1994     | Naldo Brunelli                    | UOM                                              | |
| 1994-1995     | Antonio Cassia                    | Petroleros                                       | |
| 1995-1996     | Gerardo Martínez                  | UOCRA                                            | |
| 1996-2000     | Rodolfo Daer                      | Alimentación                                     | |
| 2000-2002     | Rodolfo Daer                      | Alimentación                                     | CGT-Oficial. |
| 2000-2002     | Hugo Moyano                       | Sindicato de Choferes de Camiones                | CGT-Disidente. |
| 2002-2003     | Hugo Moyano                       | Sindicato de Choferes de Camiones                | Triunvirato. |
| 2002-2003     | Susana Stochero                   | FATSA                                            | Triunvirato. |
| 2002-2003     | José Luis Lingieri                | Obras Sanitarias                                 | Triunvirato. |
| 2003-2008     | Hugo Moyano                       | Sindicato de Choferes de Camiones                | |
| 2008-2012     | Hugo Moyano                       | Sindicato de Choferes de Camiones                | CGT-RA. |
| 2008-2012     | Luis Barrionuevo                  | UTHGRA                                           | CGT Azul y Blanco. |
| 2012-2016     | Antonio Caló                      | UOM                                              | CGT Balcarce o CGT oficialista. |
| 2012-2016     | Hugo Moyano                       | Sindicato de Choferes de Camiones                | CGT Azopardo o CGT opositora. |
| 2012-2016     | Luis Barrionuevo                  | UTHGRA                                           | CGT Azul y Blanco. |
| 2016-2018     | Héctor Daer                       | ATSA                                             | Triunvirato. |
| 2016-2018     | Juan Carlos Schmid                | CATT                                             | Triunvirato. |
| 2016-2018     | Carlos Acuña                      | SEOESG y PE                                      | Triunvirato. |
| 2018-2021     | Héctor Daer                       | ATSA                                             | Tras la renuncia de Schmid, los dos sindicalistas restantes completaron el mandato.                                                                               |
| 2018-2021     | Carlos Acuña                      | SEOESG y PE                                      | Tras la renuncia de Schmid, los dos sindicalistas restantes completaron el mandato.                                                                               |
| 2021-2024     | Héctor Daer                       | ATSA                                             | Triunvirato. |
| 2021-2024     | Carlos Acuña                      | SEOESG y PE                                      | Triunvirato. |
| 2021-2024     | Pablo Moyano                      | Sindicato de Choferes de Camiones                | Triunvirato. |
| 2024-presente | Héctor Daer                       | ATSA                                             | Triunvirato. |
| 2024-presente | Carlos Acuña                      | SEOESG y PE                                      | Triunvirato. |
| 2024-presente | Octavio Argüello                  | Sindicato de Choferes de Camiones                | Triunvirato. |

## Principales sindicatos
Los principales sindicatos (uniones) nacionales o federaciones de la CGT y sus afiliados estimados en 2012, son los siguientes:
| Principales sindicatos de la CGT  | Principales sindicatos de la CGT | Principales sindicatos de la CGT |
| Sindicato                         | Afiliados                        | Secretario general               |
| --------------------------------- | -------------------------------- | -------------------------------- |
| FAECYS (Comercio)                 | 432 000                          | Armando Cavalieri                |
| UOCRA (Construcción)              | 221 000                          | Gerardo Martínez                 |
| UPCN (Estatales)                  | 219 000                          | Andrés Rodríguez                 |
| FTIA (Alimentación)               | 189 000                          | Luis Bernabé Morán               |
| FATSA (Sanidad)                   | 187 000                          | Carlos West Ocampo               |
| UOM (Metalúrgicos)                | 170 000                          | Francisco Abel Furlán            |
| UTHGRA (Hoteles y gastronómicos)  | 162 000                          | Luis Barrionuevo                 |
| UATRE (Rurales)                   | 117 000                          | Ramón Ayala                      |
| SMATA (Mecánicos)                 | 89 000                           | Ricardo Alberto Pignanelli       |
| Luz y Fuerza (Energía)            | 75 000                           | Guillermo Moser                  |
| FNTC (Camioneros)                 | 73 000                           | Pablo Moyano                     |
| UTA (Transporte colectivo urbano) | 56 000                           | Roberto Fernández                |
| La Bancaria                       | 56 000                           | Sergio Palazzo                   |
| CEA (Docentes)                    | 55 000                           | Fabián Felman                    |